# Музей Корейской революции

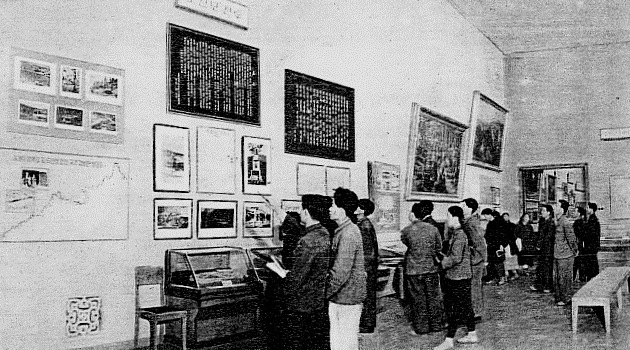
Внутреннее убранство музея Корейской революции в 1960 году

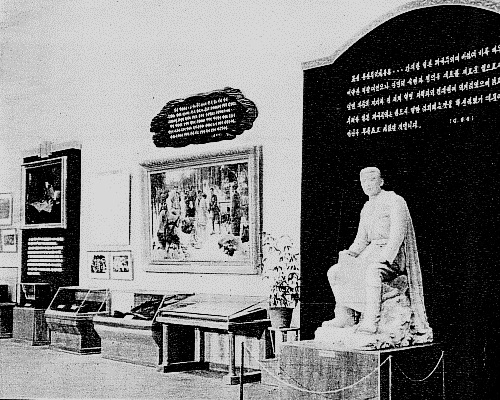
Внутренне убранство музея Корейской революции в 1960 году

Музей Корейской революции (кор. 조선혁명박물관?, 朝鮮革命博物館?) — государственный музей в Пхеньяне, КНДР.
В нем содержатся документы, фотографии и другие экспонаты, прославляющие Ким Ир Сена, его жену Ким Чен Сук и других северокорейских политиков. Кроме того, в музее проводится активная пропаганда идей чучхе.
Впервые музей был открыт в августе 1948 года. Но уже к 1972 году для него было построено великолепное здание на холме Мансудэ, открытие которого состоялось в апреле того же года по случаю 60-летия Ким Ир Сена. Музей ежегодно посещают большое количество самих корейцев, а также иностранцы. С самого момента основания музея его посетило свыше 27 миллионов человек — это больше, чем само население КНДР.
Директором музея длительное время является ветеран 88 бригады Рабоче-крестьянской Красной армии Дальневосточного фронта Хван Сун Хи, достигшая на своём посту возраста 100 лет и ставшая весной 2019 г. последним ныне живущим ветераном РККА, проживающим в КНДР.

## Особенности расположения музея
Музей находится на холме Мансу и является фоном для одного из символов КНДР - огромного памятника полководцам Ким Ир Сену и Ким Чен Иру.
На переднем плане музея находится мозаичное пано (70 × 12,85 м) из естественного гранита, изображающее гору Пэктусан, на которой, по официальным данным КНДР, родился Ким Чен Ир. На фоне этого изображения стоит бронзовые статуи Ким Ир Сена и Ким Чен Ира. Первая статуя, высотой 20 метров, была воздвигнута по случаю 60-летия Ким Ир Сена и открыта в день открытия музея. Статуя Ким Чен Ира была воздвигнута после его кончины в 2012 году.
По обе стороны от статуй перед зданием музея стоят скульптурные группы, сделанные из красного гранита. Первая скульптурная группа из 119 фигур с красным гранитным знаменем, которая находится со стороны возвышающейся руки вождя, посвящена революционной борьбе с японскими оккупантами. Вторая, из 109 фигур с красными гранитными флагами КНДР и ТПК и с лозунгами «Да здравствует Полководец Ким Ир Сен!» и «Выгоним янки и объединим Родину!», восхваляет строительство социализма в КНДР. Также позади второй скульптурной группы находится статуя земного шара с 6 фигурами, которые символизируют мировую революцию и антиимпериалистическую борьбу. Если на первой скульптурной группе изображены солдаты — герои Корейской революции, то на второй — рабочие, крестьяне, трудовая интеллигенция, герои труда, а также простые корейцы: дети, матери, пожилые люди.